# Monomorium epinotale
Monomorium epinotale är en myrart som beskrevs av Santschi 1923. Monomorium epinotale ingår i släktet Monomorium och familjen myror. Inga underarter finns listade i Catalogue of Life.